# Åsbro
Åsbro est une localité de Suède dans la commune d'Askersund située dans le comté d'Örebro.

## Démographie
Sa population était de 1 465 habitants en 2020.